# Classe Espresso Sardegna
La Classe Espresso Sardegna era una serie di navi ro-ro merci costruite dal Cantiere navale Orlando di Livorno negli anni '60 per la Traghetti del Mediterraneo. Furono tra le prime unità navali di questo tipo in servizio in Italia.

## Caratteristiche
Le unità disponevano di garage con spazio per 60 semirimorchi e 32 automobili. L'accesso dei veicoli avveniva tramite un portellone a poppa; le navi disponevano inoltre di un ascensore per caricare i semirimorchi sul ponte di coperta. Erano equipaggiate con due motori Diesel a sei cilindri in linea C.R.D.A., con una potenza complessiva di 6 800 cavalli, grazie ai quali raggiungevano una velocità massima di 16,5 nodi.

## Servizio

### Traghetti del Mediterraneo (1967 - 1981)
Con il rapido sviluppo della motorizzazione in Italia, a metà degli anni '60 inizio a crescere significativamente anche la domanda di trasporto di mezzi gommati via mare, in particolare verso le isole maggiori. In seguito anche ai risultati positivi ottenuti dalla Società Navi Traghetto con le unità miste merci/passeggeri di tipo "Canguro", messe in servizio nel 1965, la neocostituita Traghetti del Mediterraneo ordinò al Cantiere Navale Luigi Orlando di Livorno una serie di cinque unità ro-ro merci.
L'Espresso Sardegna, prima nave della classe, fu impostata sugli scali del cantiere il 15 luglio 1966 e scese per la prima volta in acqua il 15 gennaio 1967. La nave fu consegnata alla Traghetti del Mediterraneo il 1 luglio 1967, venendo messa in servizio sulla linea Genova - Porto Torres - Cagliari - Catania - Palermo. L'Espresso Liguria, seconda nave della classe, fu varata il 6 settembre 1966 e consegnata alla compagnia proprietaria il 20 novembre 1967, venendo immessa sul collegamento merci tra Livorno, Olbia, Cagliari e Catania. Seguirono l'Espresso Sicilia, varato il 25 ottobre 1967 e consegnato il 27 marzo 1968, l'Espresso Toscana, varato il 23 marzo 1968 e consegnato il 27 agosto 1968, e l'Espresso Lombardia, varato il 31 luglio 1968 e consegnato il 20 gennaio 1969. Tutte e tre le unità vennero destinate al collegamento da Livorno sul quale operava già l'Espresso Liguria. L'esercizio delle unità ebbe un buon successo, al punto che la compagnia ne ordinò altre quattro con caratteristiche simili.
Il 24 febbraio 1973 l'Espresso Sardegna, in navigazione da Genova a Palermo in condizioni meteomarine avverse, si sbandò a seguito di uno spostamento del carico e si rovesciò a ridosso dell'isola di Gorgona, dove era stata rimorchiata dalla compagna di flotta Espresso Sicilia. I 28 membri dell'equipaggio e i 7 autisti presenti a bordo furono tutti tratti in salvo; le operazioni di recupero furono affidate alla ditta specializzata francese Serra e si protrassero fino a luglio 1975. La nave fu in seguito rimorchiata a Genova e rimessa in efficienza, venendo anche allungata di 12 metri, rientrando in servizio nel 1976; la stessa operazione di allungamento fu effettuata anche su Espresso Sicilia ed Espresso Toscana, rispettivamente a giugno e settembre 1976. 

### Anni successivi (1981 - 2004)
Nel 1981 la Traghetti del Mediterraneo, coinvolta nelle difficoltà economiche del gruppo Magliveras, fu posta in liquidazione; le navi della classe furono quindi vendute a diversi armatori, seguendo un diverso destino. L'Espresso Sardegna fu venduto alla Società Importazioni Bestiame Allevamento (S.I.B.A.), che lo sottopose a lavori per adattarlo al trasporto di bestiame vivo e lo ribattezzò Siba Brescia. Rimase in servizio con questo nome fino al 1999, quando fu venduta per la demolizione in India. L'Espresso Liguria, passata già di proprietà alla S.A.T.M.A. di Palermo nel 1978, fu venduta nel 1981 alla Società Generale di Navigazione S.r.l. di Monte di Procida, venendo poi venduta per demolizione nel 1986. 
L'Espresso Sicilia passò alla panamense Atlantisa Compania Naviera, prendendo il nome di Eastern Isle e venendo destinata a servizi nei Caraibi. Nel 1984 la nave fu venduta a un armatore greco, passando poi nuovamente di mano l'anno seguente, quando fu venduta alla D.A.N.E. Sea Line, ribattezzata Lindos e messa in servizio tra il Pireo e Rodi. Mantenne questo nome fino al 1995; dopo un breve passaggio con una compagnia greca, nel 1996 passò alla turca Ulusoy, prendendo il nome di Ulusoy 2. Nel 1999 fu acquistata dalla neocostituita Olbia Line e messa in servizio tra Olbia e Marina di Carrara con il nome di Olbia; la linea rimase però attiva solamente da maggio a ottobre. La nave fu quindi posta sul collegamento tra Napoli e Palermo fino al dicembre 2002, quando fu venduta per la demolizione.
L'Espresso Toscana fu ceduto alla Najd Trading & Construction Co di Gedda, prendendo il nome di Taibah II. Nel 1996 passò di mano e fu rinominato Rida, venendo venduto per la demolizione in India nel 2004. Infine, l'Espresso Lombardia fu venduto alla Atlantic RoRo Transport Co SA, prendendo il nome di Atlantic Princess. Dopo alcuni passaggi di proprietà, nel 1987 fu venduto per la demolizione.